# Arco del Portillo
El arco del Portillo, también denominado arco de San Francisco o portillo del Corbache, es un vano abierto a finales del siglo XIV en el lienzo este de la muralla que dividía la Villa y la Axerquía en la ciudad de Córdoba, España. Está situado en la calle San Fernando, frente a la iglesia de San Francisco. Une el barrio de la Catedral, perteneciente a la antigua Medina, y el barrio de San Francisco-Ribera, en la antigua Axerquía.
Está declarado Bien de Interés Cultural en la categoría de Monumento desde 1931.

## Historia
El arco del Portillo se construyó en forma de arco de herradura apuntado de sencilla decoración en un muro de sillería en 1496 en una vivienda que el Ayuntamiento de Córdoba adquirió a Fernando Sánchez Torquemada. El objetivo de este nuevo acceso era facilitar el tránsito de habitantes entre la parte alta de la ciudad (Medina) con la baja (Axerquía), siendo actualmente el único acceso que se conserva entre estas dos áreas cordobesas. Otros accesos como el portillo del Bailío, la puerta del Hierro y la puerta de Luján no han llegado hasta nuestros días.
Fue reformado en el año 1703 ensanchando su parte inferior, principalmente las jambas, para permitir el tránsito de carruajes. También fue llamado portillo de los Mercaderes, por el número de mercaderes que se apostaban en las inmediaciones, debido a que la calle San Fernando fue un gran espacio comercial.

Debajo del arco del Portillo hubo hasta 1841 dos cuadros que hemos oído fueron llevados a una iglesia de Montoro.
Paseos por Córdoba, Teodomiro Ramírez de Arellano

En 1923 fue colocado un farol colgante justo debajo del arco por Enrique Romero de Torres, en aquel momento comisario regio de Bellas Artes.
En 1948, el arco del Portillo tuvo que ser apuntalado con un tacón de hormigón para evitar su desplome. En 2013 se desplomó la casa colindante, a la espera de su futura reconstrucción.
En julio de 2020 comenzaron unas obras de restauración con un presupuesto de 39.800 euros, que fueron finalizadas en octubre del mismo año y en las que se limpió, consolidó y repusieron los volúmenes perdidos. En marzo de 2023 se descubrieron los restos de una torre circular perteneciente a la muralla romana de mediados del siglo I en una casa colindante.